# Gijs Leemreize
Gijs Leemreize (født 23. oktober 1999 i Ruurlo) er en cykelrytter fra Holland, der er på kontrakt hos Team Picnic-PostNL.